# Van Tienhovenmolen
De Van Tienhovenmolen in het gehucht Wolfshuis in de Nederlands-Limburgse gemeente Eijsden-Margraten is een beltmolen uit 1855. Hij is als enige molen in Nederland geheel opgetrokken uit mergelsteen, dat in de omgeving ruimschoots voorhanden is. De kap is gedekt met dakleer. De molen is tot 1938 in gebruik geweest en is sinds 1967 een rijksmonument. In de molen staat een maalkoppel met 16der, 140 cm doorsnede, kunststenen.

## Geschiedenis
De molen werd in 1855 gebouwd door molenaar Jan Meys op een open plek met veel wind op het Plateau van Margraten, midden in het vruchtbare akkerbouwgebied tussen de dorpen Bemelen en Sibbe. In 1909 werd de molen overgedragen aan de familie Lousberg uit Sibbe, die tot omstreeks 1970 de naastgelegen molenaarswoning bewoonde en de bijbehorende landerijen bewerkte. De molen zelf werd tussen 1921 en 1938 door diverse molenaars geëxploiteerd. In het begin van de twintiger jaren werd een deel van de molenbelt afgegraven voor de bouw van een motorhuis, waarin een petroleummotor kwam te staan voor de aandrijving van de maalstoel. Na ongeveer tien jaar werd deze vervangen door een elektromotor en kwam de maalstoel in een aparte loods te staan.
Wellicht werd de exploitatie in 1938 beëindigd door concurrentie van de nabije graanmolen van Vollers in Sibbe-IJzeren, waar in hetzelfde jaar een elektromotor werd geïnstalleerd.
In 1923 brak brand uit. Door het ontbreken van een brandweer brandde de molen uit. De romp is toen met bakstenen 1,25 meter verhoogd, omdat de roeden afkomstig van een poldermolen bij Amsterdam langer waren dan de oorspronkelijke. Na de brand werd het gaande werk vervangen door een nieuw, dat geheel uit ijzer vervaardigd was. Dit is in 1954 verwijderd door de toenmalige eigenaar, de kunstschilder Graaf, omdat die in de molen wilde gaan wonen en er een atelier in wilde inrichten. Het gaande werk is toen in de Sint-Antoniusmolen van Laar (Weert) ingebouwd.
De molen is sinds 1957 eigendom van Stichting Het Limburgs Landschap, die hem meteen uitwendig en in 1971 ook inwendig heeft laten restaureren. Bij de eerste restauratie van 1957 werd de molen vernoemd naar Pieter van Tienhoven, mede-oprichter van de Vereniging Natuurmonumenten. De molen werd in 1957 verhuurd als woning, maar bleek uiteindelijk toch te vochtig te zijn voor bewoning.
Na een nieuwe restauratie in 1982 werd het een informatiecentrum en kantoor van de Milieufederatie Limburg, die zich fel verzette tegen de plannen van de ENCI om het Plateau van Margraten af te graven voor de mergelwinning.
In 2000 is de molen maalvaardig gemaakt met een kopie van het gaande werk uit de molen van Weert-Laar (dat oorspronkelijk in deze molen thuishoorde). Het gaande werk bestaat uit een houten bovenwiel met ijzeren hoep, een houten bovenschijfloop, een ijzeren klauwijzer, een ijzeren koningsspil, een ijzeren spoorwiel met houten kammen, een ijzeren steenrondsel met ijzeren tanden en een houten luiwerk.
Boven op de koningsspil zit een houten wieg op een zwaar klauwijzer, die een min of meer flexibele verbinding vormt, waardoor de gevolgen van het overkruien van de kap wordt opgevangen. Bij het kruien verschuift de kap enkele centimeters, waardoor bij een starre verbinding de koningsspil iets zou doorbuigen. Bovenaan het klauwijzer zit de conische bovenschijfloop.
Het gevlucht is 24 meter lang. De binnenroe is een geklonken, ijzeren roe, mogelijk gemaakt door Van Vynckt of De Prins van Oranje. De gelaste, ijzeren buitenroe is in 1971 gemaakt door de firma Derckx.
De kap draait rond op een Engels kruiwerk, dat bediend wordt met een kruilier.
De bovenas is in 1873 gegoten door ijzergieterij De Prins van Oranje te 's Hage en heeft No. 847.
De molen wordt gevangen met behulp van een wipstok. De Vlaamse vang bestaat uit vier vangstukken.
Met het sleepluiwerk wordt het graan omhoog gehesen (geluid).

## Overbrengingen
- De overbrengingsverhouding is 1 : 5,02.
- Het bovenwiel heeft 58 kammen en het conische bovenrondsel heeft 33 staven. De ijzeren koningsspil draait hierdoor 1,758 keer sneller dan de bovenas.
- Het ijzeren spoorwiel heeft 160 houten kammen en het ijzeren steenrondsel 56 ijzeren tanden. Het steenrondsel draait hierdoor 2,857 keer sneller dan de koningsspil en 5,02 keer sneller dan de bovenas.

## Moordkruis
In de bakstenen keermuur van de molenbelt is een moordkruis ingemetseld uit 1417. Het kruis is waarschijnlijk afkomstig uit het vlak bij Wolfshuis gelegen gehucht Gasthuis, waar in de middeleeuwen een herberg of gasthuis van het Maastrichtse Sint-Servaaskapittel langs de Oude Akerweg stond. Het moeilijk leesbare opschrift luidt: Bid voor syne seele. In den jare M CCCC XVII op sinte Johansdach hauptet wart Heer Claes Gastmeister ermoert van synt gasten.

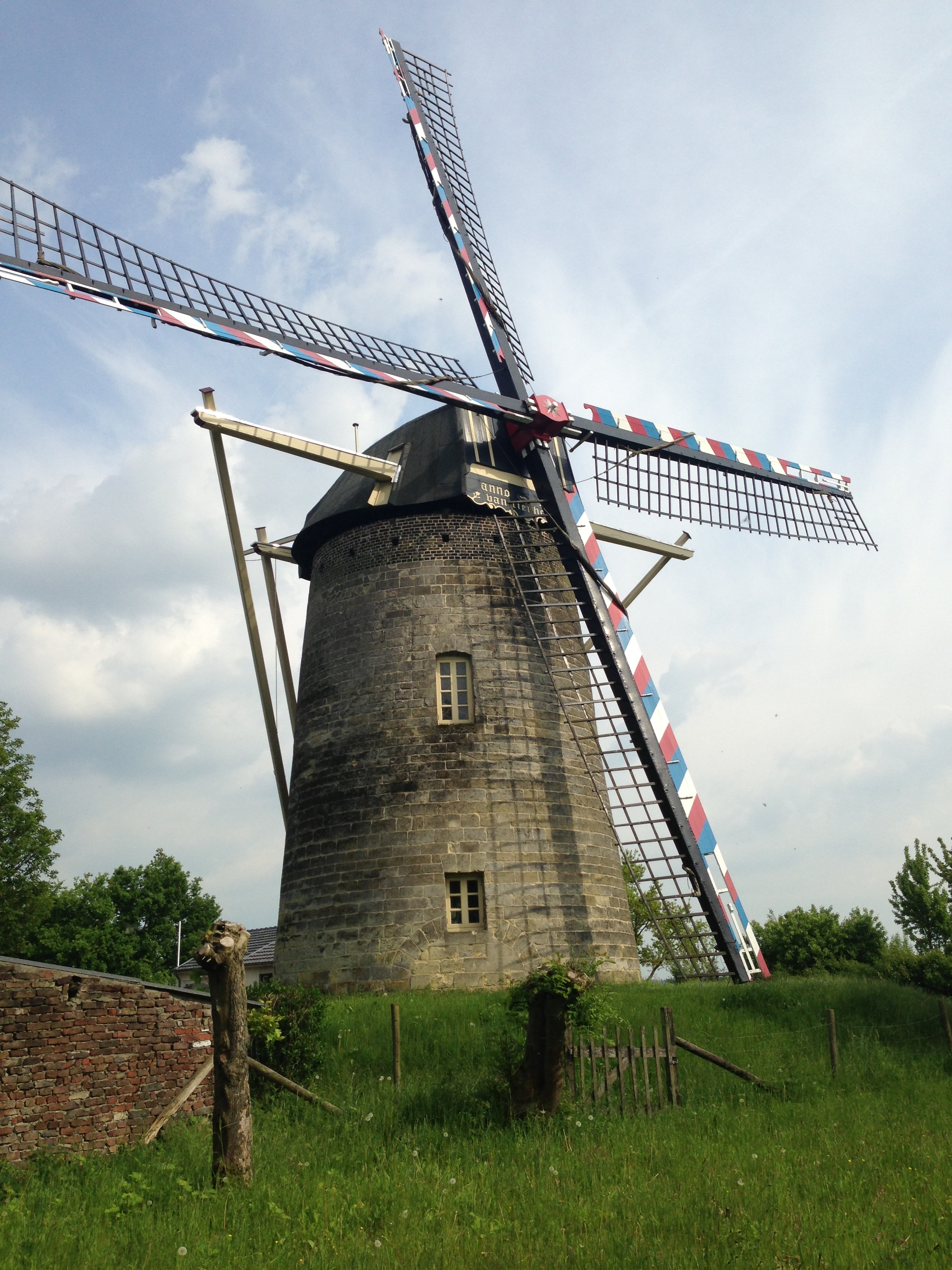
Van opzij, mei 2013
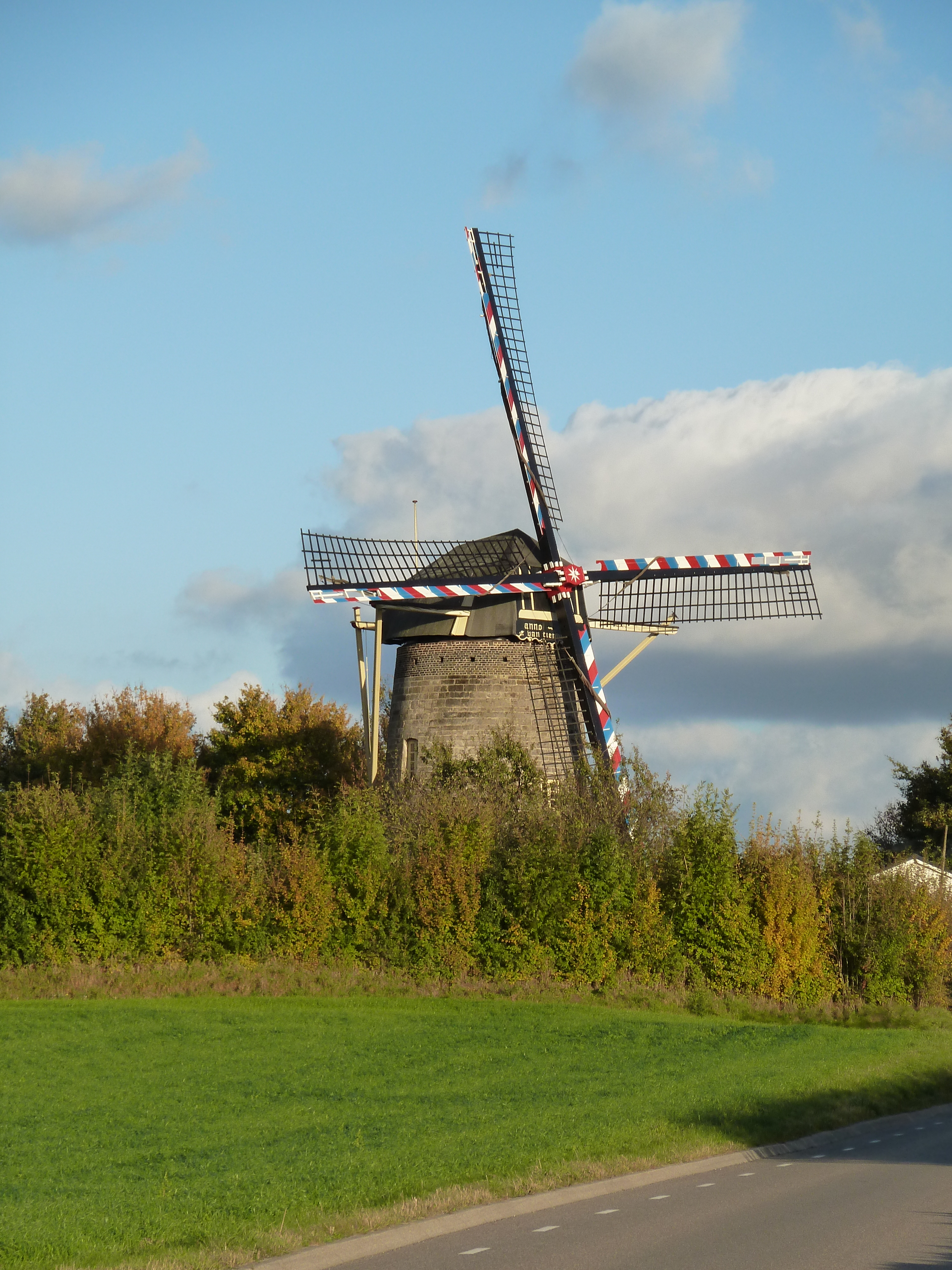
Molen vanuit het westen, oktober 2010
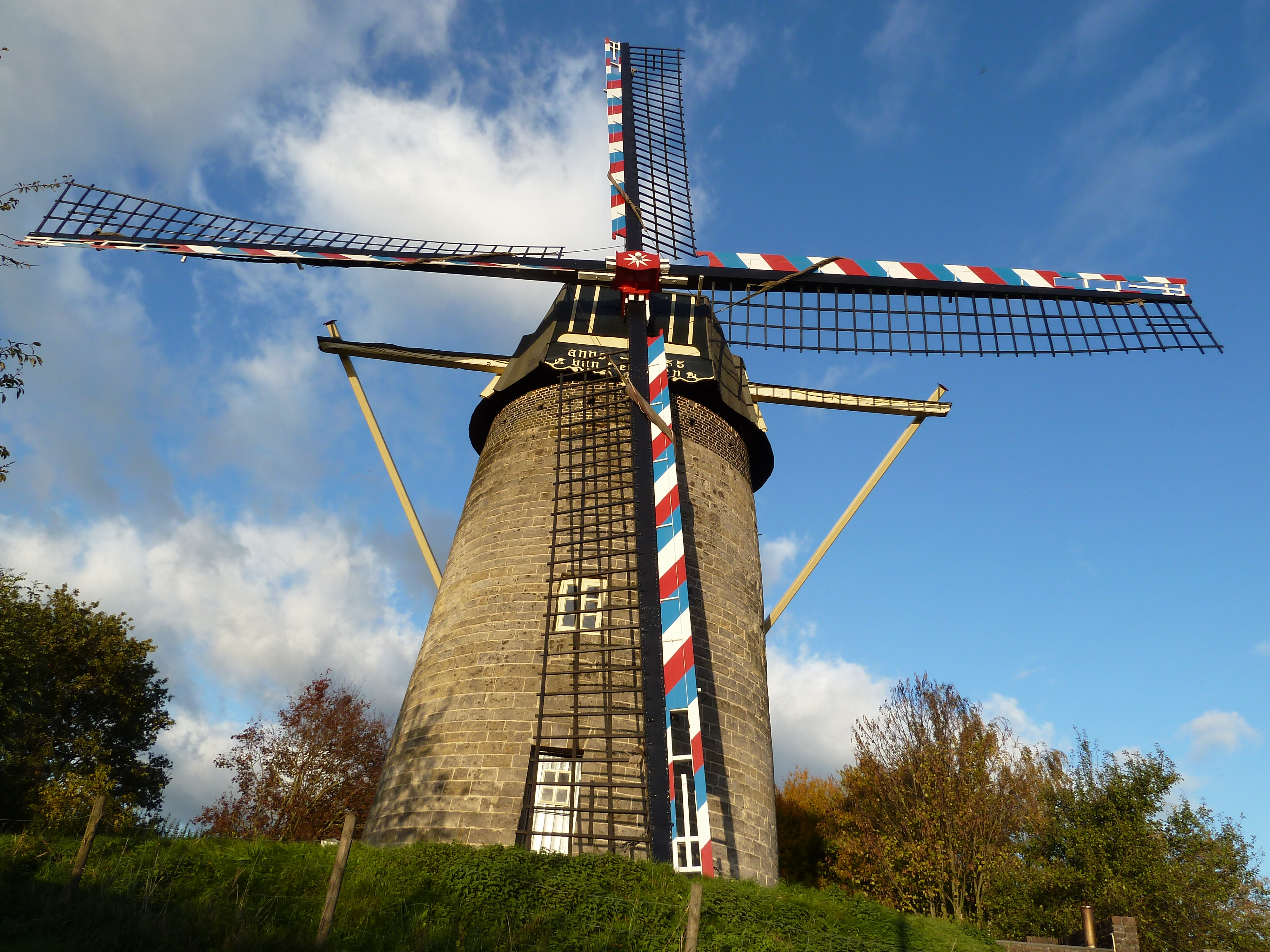
Molen vanuit het zuiden, oktober 2010
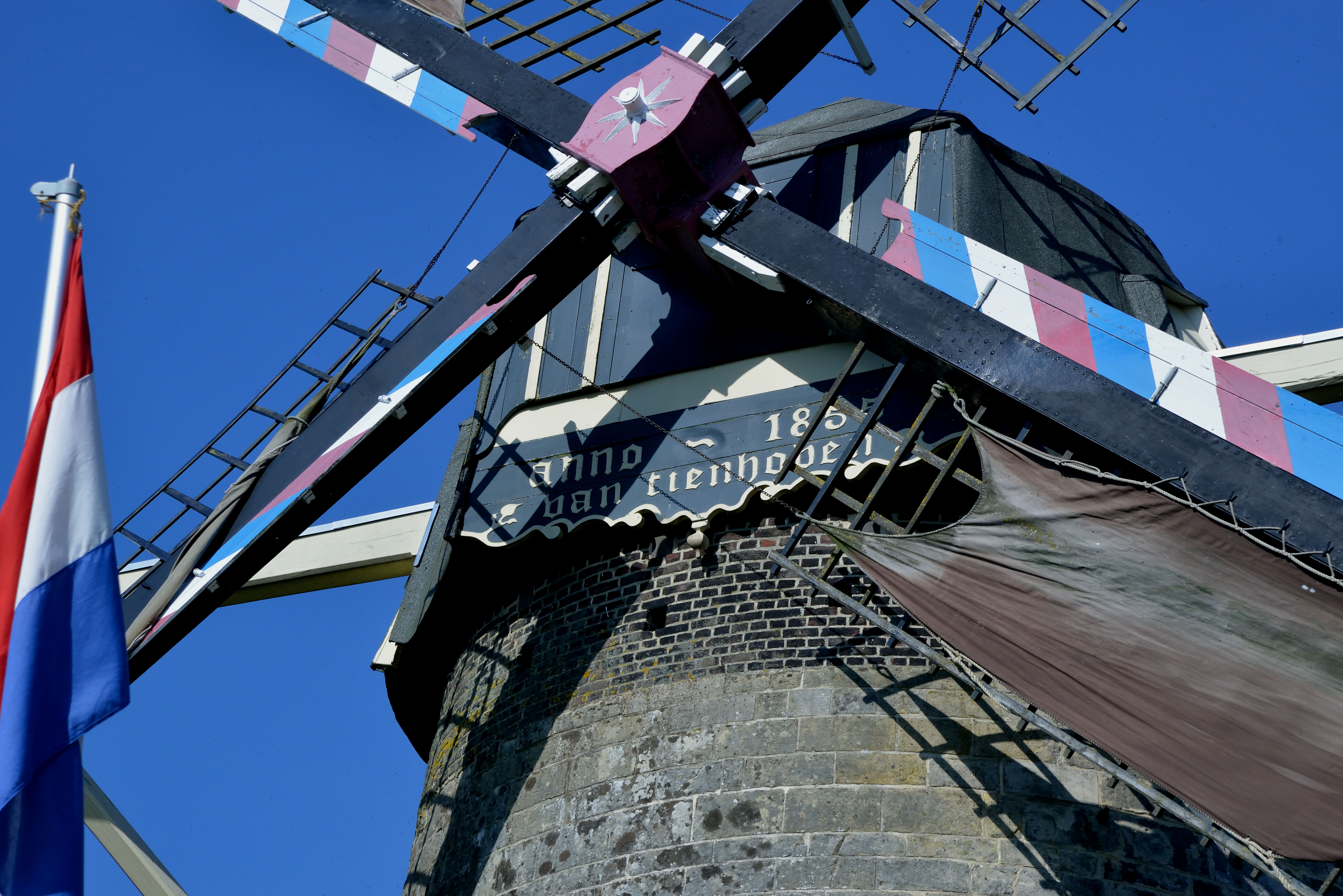
Kap met dakleer. Binnenroe geklonken, buitenroe gelast.
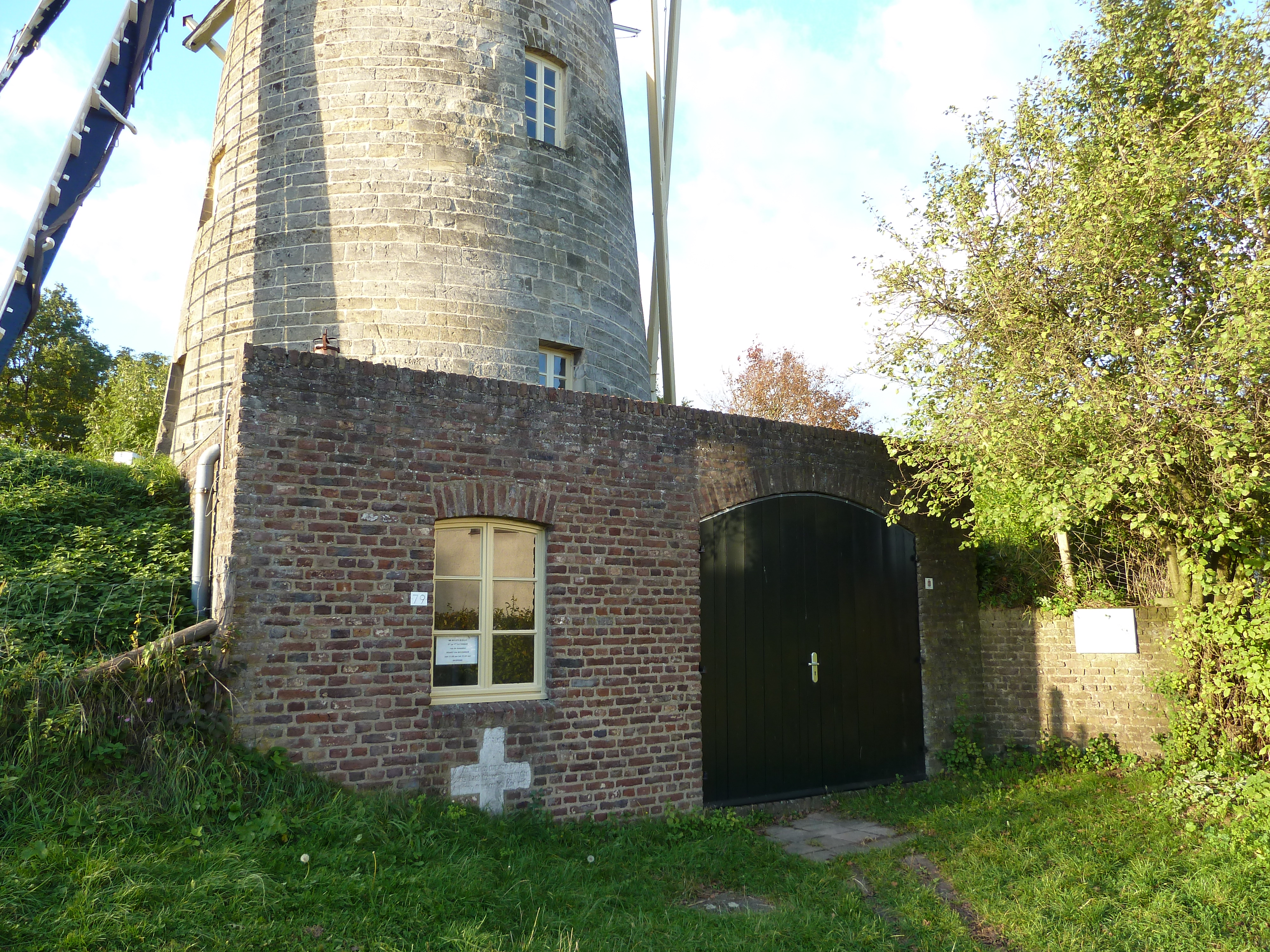
Onderbouw met ingemetseld moordkruis
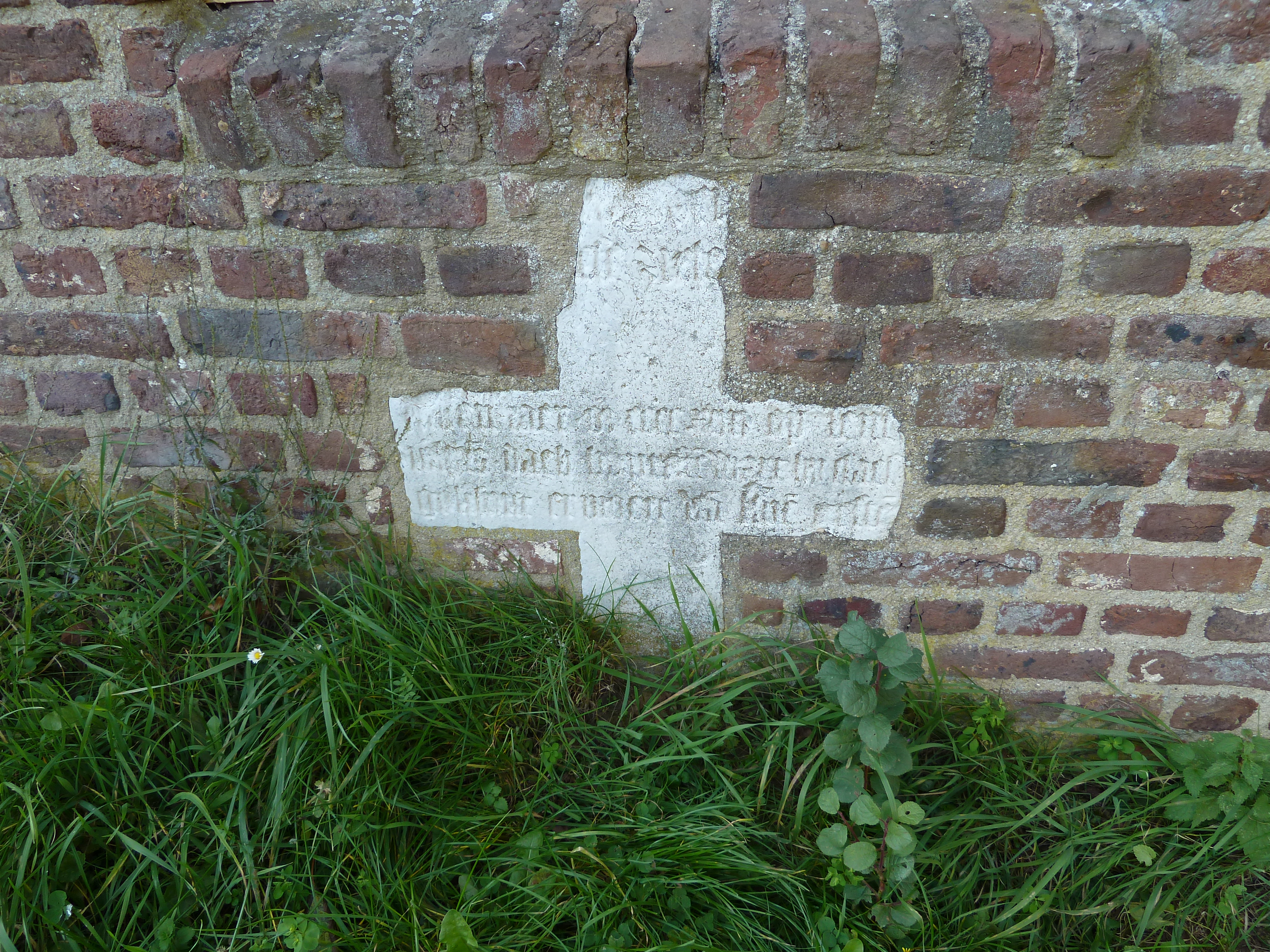
Middeleeuws moordkruis
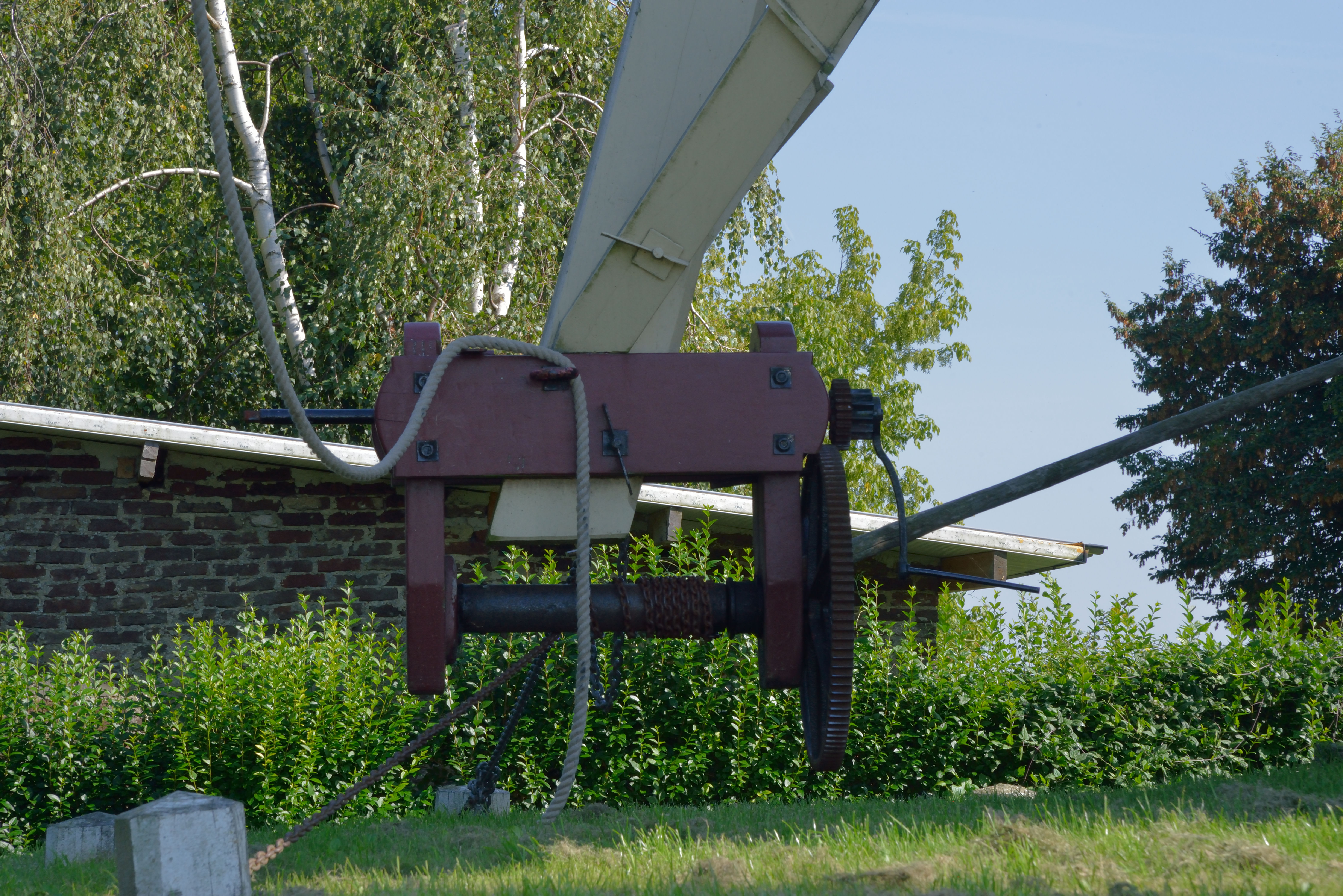
Kruilier
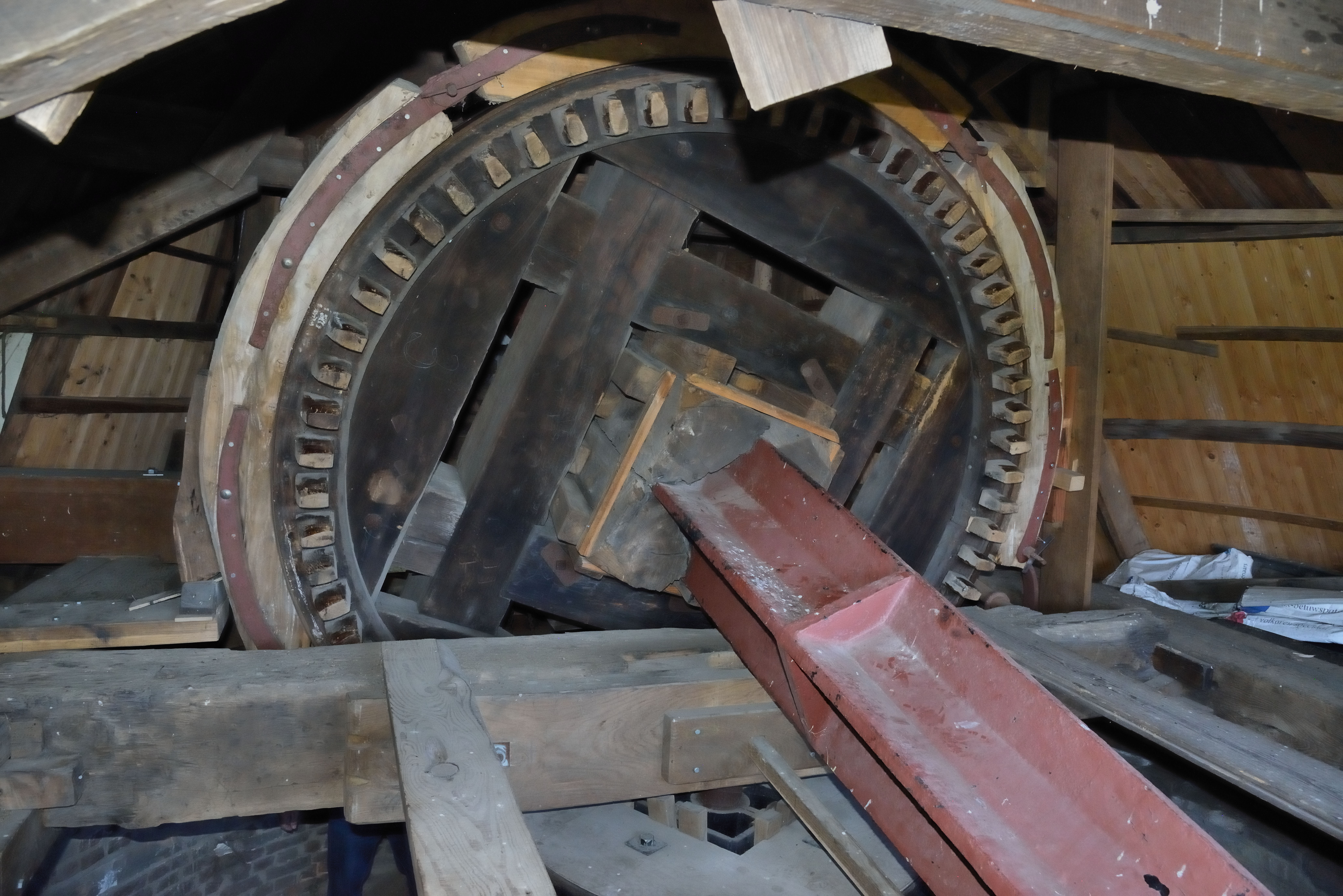
Bovenwiel met ijzerbalk
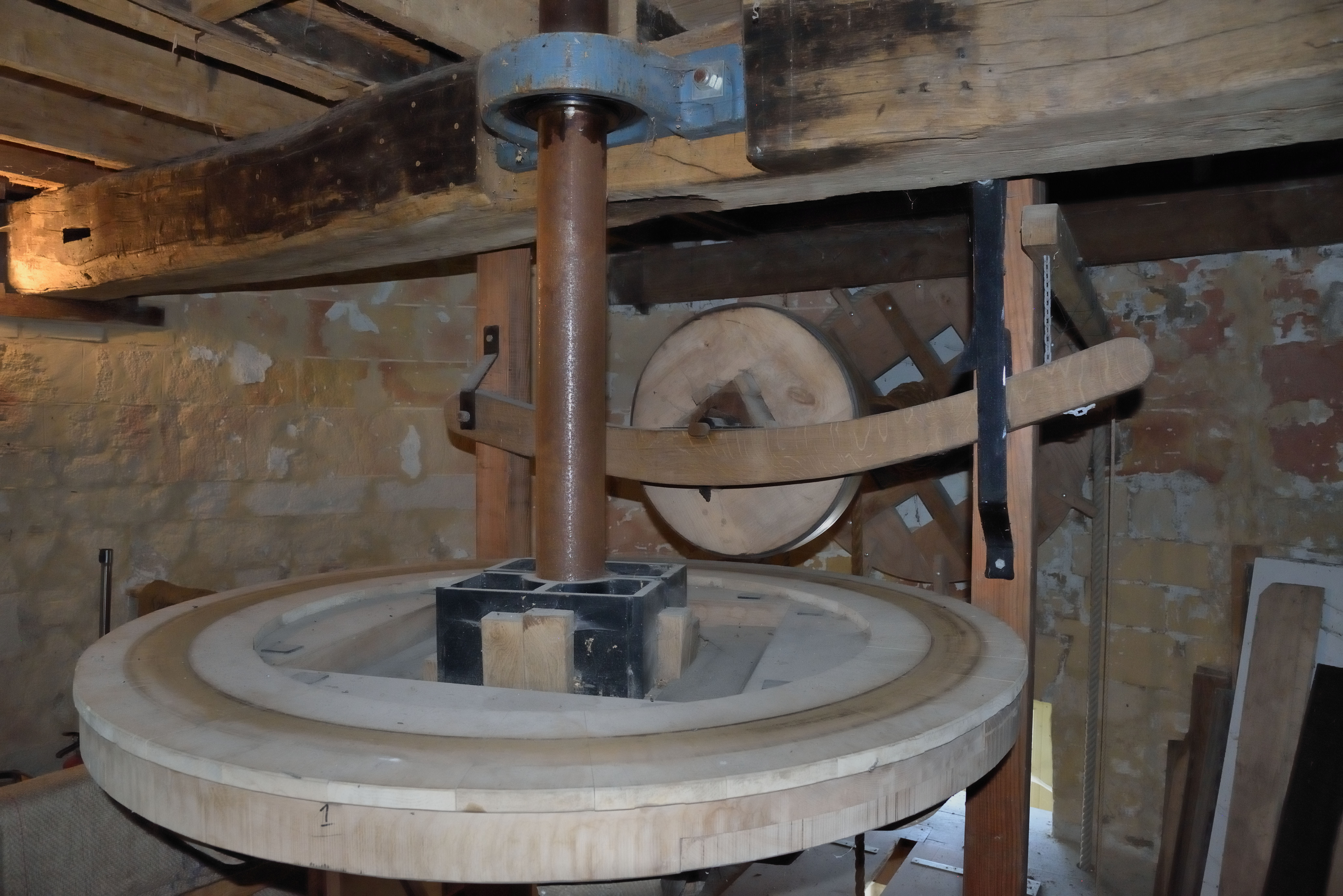
Luiwerk
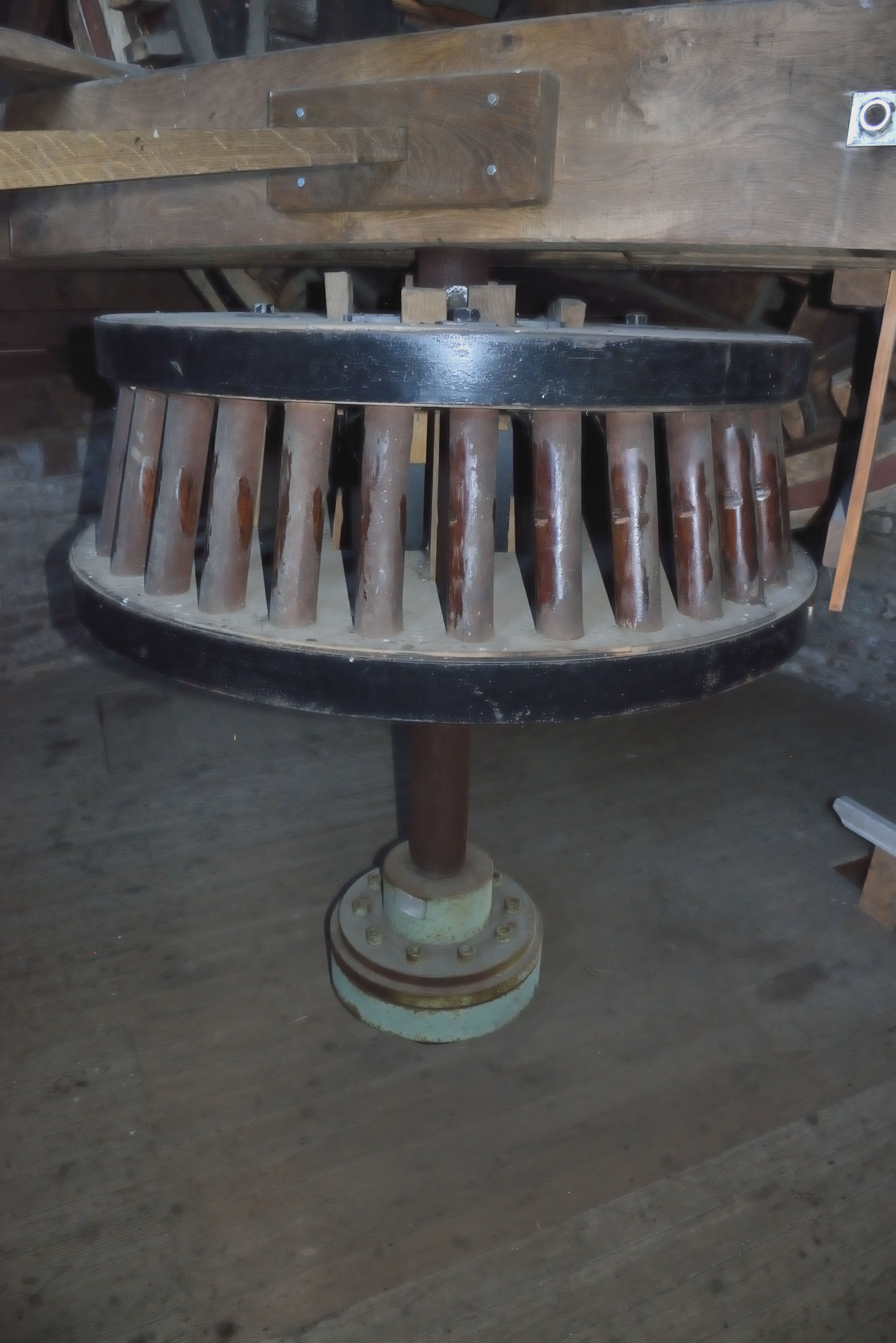
Flexibele klauwkoppeling
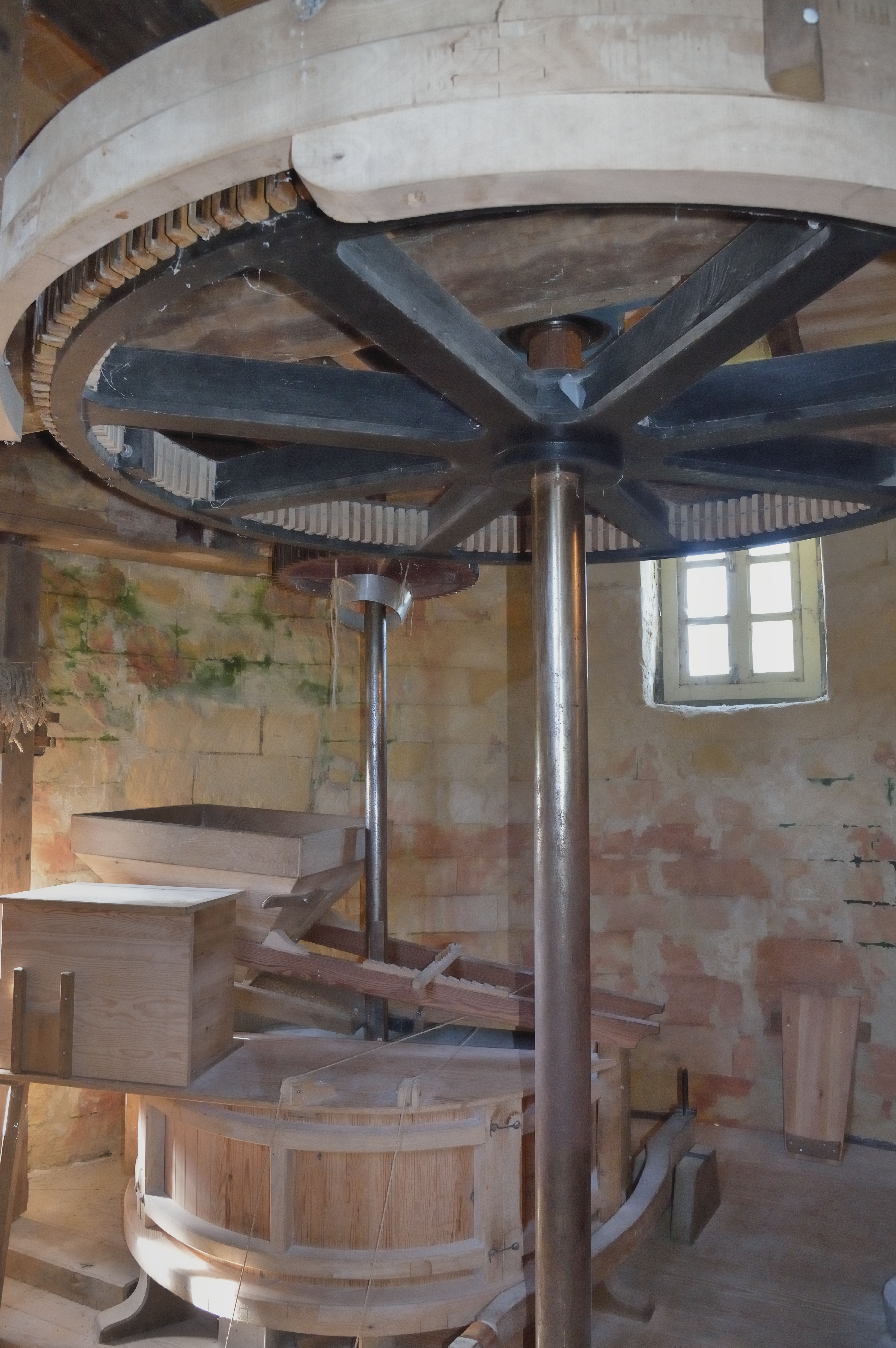
Maalkoppel met spoorwiel
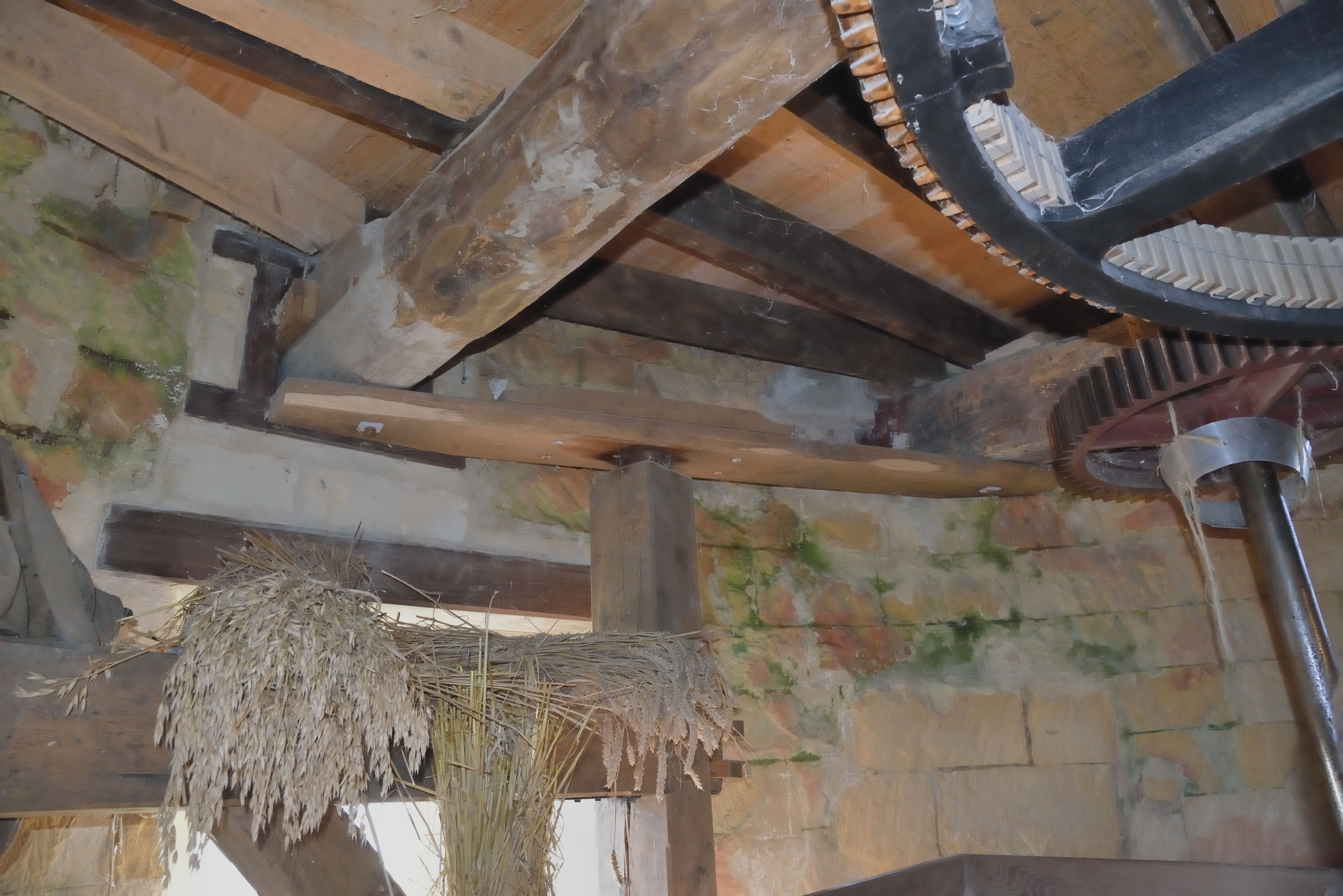
Steenspil met spoorwiel